# Konstantin Sawienkow
Konstantin Siergiejewicz Sawienkow, ros. Константин Сергеевич Савенков (ur. 25 marca 1990 w Ust-Kamienogorsku, Kazachska SRR) – kazachski hokeista, reprezentant Kazachstanu.

## Kariera
- Awangard 2 Omsk (2006-2007)
- Kazcynk-Torpedo 2 (2008-2010)
- Kazcynk-Torpedo (2007-2013)
- Barys Astana (2013)
- Kazcynk-Torpedo (2013-2014)
- Saryarka Karaganda (2014-2015)
- Kazcynk-Torpedo (2015-2016)
- Arłan Kokczetaw (2016-2017)
- Rubin Tiumeń (2017)
- Barys Astana (2017/2018)
- Arłan Kokczetaw (2018-2019)
- Bejbarys Atyrau (2019-2020)
- Arłan Kokczetaw (2020)
- Bejbarys Atyrau (2020-2021)

Wychowanek i zawodnik Torpedo Ust-Kamienogorsk. Od stycznia 2013 tymczasowo był zawodnikiem Barysu Astana. W lipcu 2013 został ponownie graczem Kazcynk-Torpedo. Od maja 2015 ponownie zawodnik Kazcynk-Torpedo. Od stycznia 2016 zawodnik Arłanu Kokczetaw. Od lipca 2017 zawodnik Rubinu Tiumeń. Od końca grudnia 2017 ponownie zawodnik Barysu Astana. Później trafił ponownie do Arłana, a w sierpniu 2019 – do Bejbarysu Atyrau. Od września do listopada 2020 ponownie był zawodnikiem Arłana Kokczetaw. Pod koniec listopada 2020 przeszedł ponownie do Bejbarysu Atyrau. Zwolniony stamtąd pod koniec stycznia 2021.
Uczestniczył w turniejach mistrzostw świata w 2012, 2013, 2015, zimowej uniwersjady edycji 2013, 2017, zimowych igrzysk azjatyckich 2017.

## Sukcesy
Reprezentacyjne
- Awans do MŚ Elity: 2013, 2015
- Srebrny medal zimowej uniwersjady: 2013, 2017
- Złoty medal zimowych igrzysk azjatyckich: 2017

Klubowe
- Srebrny medal mistrzostw Kazachstanu: 2016 z Arłanem
- Brązowy medal mistrzostw Kazachstanu: 2017 z Arłanem Kokczetaw
- Złoty medal mistrzostw Kazachstanu: 2018 z Arłanem Kokczetaw
- Puchar Kontynentalny: 2019 z Arłanem Kokczetaw

Indywidualne
- Mistrzostwa Świata Juniorów w Hokeju na Lodzie 2010/I Dywizja#Grupa B:
  - Jeden z trzech najlepszych zawodników reprezentacji na turnieju
- Mistrzostwa Świata w Hokeju na Lodzie 2015/I Dywizja#Grupa A:
  - Szóste miejsce w klasyfikacji asystentów turnieju: 3 asysty[12]
- Hokej na lodzie na Zimowej Uniwersjadzie 2017 – turniej mężczyzn:
  - Drugie miejsce w klasyfikacji strzelców turnieju: 6 goli
  - Drugie miejsce w klasyfikacji kanadyjskiej turnieju: 12 punktów[13]
  - Pierwsze miejsce w klasyfikacji +/- turnieju: +13
- Hokej na lodzie na Zimowych Igrzyskach Azjatyckich 2017 – turniej mężczyzn:
  - Pierwsze miejsce w klasyfikacji strzelców turnieju: 5 goli
  - Pierwsze miejsce w klasyfikacji kanadyjskiej turnieju: 6 punktów
  - Pierwsze miejsce w klasyfikacji +/- turnieju: +5
- Puchar Kontynentalny 2018/2019#Superfinał:
  - Drugie miejsce w klasyfikacji asystentów turnieju: 4 asysty[14]
  - Drugie miejsce w klasyfikacji kanadyjskiej turnieju: 5 punktów[15]